# Tmesisternus joliveti
Tmesisternus joliveti är en skalbaggsart som beskrevs av Stefan von Breuning 1970. Tmesisternus joliveti ingår i släktet Tmesisternus och familjen långhorningar. Inga underarter finns listade i Catalogue of Life.